# Tamarix hohenackeri
Tamarix hohenackeri är en tamariskväxtart som beskrevs av Aleksandr Andrejevitj Bunge. Tamarix hohenackeri ingår i släktet tamarisker, och familjen tamariskväxter. Inga underarter finns listade.